# Aeropuerto de Nyala
El aeropuerto de Nyala  (IATA: UYL, ICAO: HSNN) es un aeropuerto en Nyala, al suroeste de Sudán.

## Historia
La fuerza de mantenimiento de la paz conjunta de la Unión Africana y las Naciones Unidas para el conflicto de Darfur, UNAMID, utiliza una terminal separada en el aeropuerto de Nyala.
Durante los enfrentamientos de la tercera guerra civil sudanesa, las Fuerzas Armadas de Sudán bombardearon las instalaciones del aeropuerto el 15 de abril de 2023.

## Vuelos
| Aerolíneas    | Destinos          |
| ------------- | ----------------- |
| Badr Airlines | Jartum            |
| Nova Airways  | El Fasher, Jartum |
| Sudan Airways | Jartum            |